# Suso Sáiz
Jesús Sáiz Alcántara, connu artistiquement sous le nom de Suso Sáiz ( Cadix, 1957 ) est un musicien et producteur de musique espagnol. Il est considéré comme l'un des pionniers de la musique New Age en Espagne et fut l'un des fondateurs de l' Orquesta de las Nubes en 1980.
Il faisait partie de groupes tels que Esclarecidos et Los Piratas, pour lesquels il a également été producteur. Il a également produit pour des artistes tels qu'Iván Ferreiro, Luz Casal, Christina Rosenvinge, Los Planetas, Tahúres Zurdos, Duncan Dhu, Celtas Cortos et Luis Eduardo Aute, entre autres.
Sáiz a aussi composé des bandes sonores originales pour des longs métrages, des documentaires, des programmes de télévision ainsi que des courts métrages. Il est également compositeur de musique de chambre et a composé la mise en musique du pavillon espagnol de l'Exposition internationale de Saragosse de 2008. 
Il a composé la bande originale de la série télévisée Al filo de lo imposible, diffusée par la chaîne de télévision espagnole La 2 depuis 1982.
Grâce à son remarquable travail, il a reçu des nominations et des prix de l'Académie espagnole des arts et des sciences du cinéma ( prix Goya ), de l'Académie mexicaine des arts et des sciences du cinéma, des Zinebi et du Foyle Film Festival, entre autres. 
En 1998, avec Antonio Dyaz, il lance Artificial World, la première maison de disques Internet d'Espagne.

## Biographie
Né à Cadix en 1957, Suso Sáiz a développé toute sa carrière musicale à Madrid. Il commence la musique durant son enfance, en jouant de la musique folk américaine avec un banjo, son premier instrument. 
Il s'oriente ensuite vers le jazz, jouant finalement dans des clubs de jazz amateurs. 
Après avoir terminé ses études pré-universitaires, il s'inscrit au Conservatoire Royal de Musique de Madrid, où il étudie la guitare de 1972 à 1977.
À la fin des années 1970, influencé par Luis de Pablo, il s'intéresse et expérimente les sons de l'école électroacoustique, évoluant vers les nouvelles tendances New Age. Ainsi, en 1980, il fonde l' Orquesta de las Nubes, un groupe de musique expérimentale également composé du percussionniste Pedro Estevan et de la soprano María Villa. C'est également à cette époque qu'il compose ses premiers albums solo.
Au début des années 1990, il commence à développer son rôle de producteur de musique, à une époque de grande effervescence sur la scène musicale espagnole. Il développe également une importante activité de compositeur, qui va de la musique de chambre aux fusions de partitions pour cordes avec de la musique électronique. C'est à la fin de cette décennie qu'il débute sa relation avec le groupe de Vigo Los Piratas, pour qui il produit leur dernier album, Relax, en 2003, rejoignant le groupe en tant que guitariste. C'est précisément pendant l'enregistrement de Relax qu'il a reçu une offre de Julio Iglesias pour produire un album, bien qu'il ait rejeté cette possibilité jusqu'à la fin de l'album Pirates, qui, selon Suso Sáiz, "ne convenait pas très bien" au chanteur. Après la dissolution du groupe en 2004, il a continué à collaborer avec ses anciens membres, produisant des albums solo du chanteur Iván Ferreiro et de Fon Román.

## Bandes sonores
- El detective y la muerte (1994) de Gonzalo Suárez.
- África (1996) d'Alfonso Ungría[8].
- Katuwira, donde nacen y crecen los sueños (1996) d'Íñigo Vallejo-Nágera[9].
- Le Miracle de P. Tinto (1998) de Javier Fesser.
- Novios (1998) de Joaquín Oristrell[10].
- Juego de Luna (2001) de Mónica Laguna[11].

## Productions
- Chanteurs: Iván Ferreiro, Luz Casal, Fon Román, Txetxo Bengoetxea, Javier Corcobado, Christina Rosenvinge.
- Groupes de pop-rock: Esclarecidos, Los Planetas, Los Piratas, Tahúres Zurdos, Duncan Dhu, Gossos, Soular Tribe, Celtas Cortos, Lliso).
- Auteurs-compositeurs-interprètes: Pablo Guerrero, Luis Eduardo Aute, Diego Vasallo, Hilario Camacho, Javier Álvarez.
- Instrumentistes: Javier Paxariño, Joserra Semperena, Ildefonso Aguilar, Joxan Goikoetxea, Jorge Reyes.
- Musique électronique: Justo Bagüeste.
- Folk: Beth, Joxan Goikoetxea et Juan Mari Beltrán.